# Minuskel 56
Minuskel 56 (in der Nummerierung nach Gregory-Aland), ε 517 (von Soden) ist eine griechische Minuskelhandschrift des Neuen Testaments auf 232 Pergamentblättern (20,5 × 14,5 cm). Mittels Paläographie wurde das Manuskript auf das 14. Jahrhundert datiert.

## Beschreibung
Der Kodex enthält den vollständigen Text der vier Evangelien. Es wurde einspaltig mit je 24 Zeilen geschrieben. Der Kodex enthält Prolegomena zu Matthäus und Lukas, κεφαλαια, synaxaria, Unterschriften und Bilder, der Eusebische Kanon fehlt.
Kurt Aland ordnete den griechischen Text des Kodex in keine Kategorie ein.

## Geschichte
Edmund Audley, Bischof von Salisbury, gab diese Handschrift etwa im Jahre 1502 dem Lincoln College.
Der Kodex befindet sich zurzeit im Lincoln College (Gr. 18) in Oxford.